# Centre national d'information routière
Pour les articles homonymes, voir CNIR et Itinéraire Bis (homonymie).
 (octobre 2012).
Si vous disposez d'ouvrages ou d'articles de référence ou si vous connaissez des sites web de qualité traitant du thème abordé ici, merci de compléter l'article en donnant les références utiles à sa vérifiabilité et en les liant à la section « Notes et références ».
Le Centre national d'information routière (CNIR) était un organisme interministériel (ministères de la Défense, de l'Intérieur et de l'Écologie) créé en 1968 et dissous en 2016.
Implanté à Rosny-sous-Bois (Seine-Saint-Denis), il était chargé du recueil, du traitement et de la diffusion de l’information routière vers les usagers, les médias et les autorités.
Le CNIR avait une compétence permanente sur l’ensemble du territoire national exerçant plus particulièrement son action sur le réseau principal et sur les événements importants.
Sept Centres régionaux d'information et de coordination routières (CRICR), créés entre 1971 et 1980, étaient implantés à Créteil, Lille, Metz, Lyon, Marseille, Bordeaux et Rennes et déclinaient la même mission au niveau régional.
Le CNIR et les sept CRICR étaient parfois regroupés sous la dénomination de Centres d'informations routière ou CIR.
Depuis le 1er mai 2016, le CNIR a fermé ses portes. Les missions assurées par ce centre ont été reprises par la sous-direction de la gestion du réseau routier non concédé (GRT) au sein de la Direction des Infrastructures de transport (DIT) de la Direction générale des Infrastructures, des transports et de la Mer (DGITM) au ministère de l'Environnement, de l’Énergie et de la Mer (MEEM).
Les CRICR ont aussi fermé leurs portes le 1er mai 2016. Ce sont les Directions interdépartementales des routes (DIR) qui se chargent maintenant de la coordination des chantiers sur le réseau routier.

## L'histoire

### Des débuts de l'information routière à la création du CNIR
Dans les années 1950, beaucoup de foyers français s'équipent d'une automobile et les Parisiens prennent l'habitude de quitter la capitale en voiture le week-end. Le dimanche soir, les retours sont marqués par l'apparition des premiers encombrements récurrents.
Radio France a toujours accordé une place importante à l'information routière. C'est d'abord « Route de nuit » en 1950 sur Paris Inter et - en 1951 - le premier PC « Inter Route » est né.
1958 voit la naissance d'un partenariat : France Inter diffuse des « points routes » sur la base d'informations fournies par la Gendarmerie.
Ces points route sont diffusés depuis le carrefour de l'obélisque en forêt de Fontainebleau où se croisent la RN6 et la RN7.
En 1960, l'autoroute A6 (commencée en 1953) était ouverte jusqu'au Coudray-Montceau (30 km au sud de Paris dans l'Essonne (ancienne Seine-et-Oise). Cette sortie faisait la jonction avec la RN7. Elle constituait - avec le carrefour de l'obélisque (23 km au sud-est) - le fond d'un entonnoir qui drainait la circulation en provenance de tout le sud-est de la capitale.
La Gendarmerie de Seine-et-Marne avait adopté un dispositif, encore inédit à l'époque, de surveillance par axe. Le carrefour de l'obélisque en était le point convergeant. En ce lieu stratégique est implanté en 1960 un « PC avancé » dont le rôle est de renseigner, aider, dépanner et éventuellement secourir les usagers.
Il est installé dans une remorque de commandement où une permanence est tenue de 07h00 à 22h00 du lundi au jeudi et 24h/24 les vendredis, samedis, dimanches, les veilles et jours de fête.
Il s'agit là de la première structure destinée à l'information de l'usager sur les conditions de circulation. C'est également à cette occasion que les premières surveillances aériennes du trafic ont été réalisées.
En 1966, le dispositif est généralisé à l'ensemble du territoire et le Centre d'information routière de la Gendarmerie est créé au Fort de Rosny-sous-Bois (Seine-Saint-Denis). Dans les médias et pour le grand public, il est plus connu sous le nom de « PC de Rosny ».
Les infrastructures se développent rapidement ; en 1967, la France compte 1 000 km d'autoroutes (5 000 km en 1981, presque 11 000 en 2009). Leur surveillance est répartie entre la Gendarmerie (autoroutes de liaison, en général concédées) et la Police (autoroutes de dégagement).
L'information routière doit suivre cette évolution ; les ministères chargés de la gestion de trafic et de la sécurité routière décident de mutualiser leurs moyens et le CNIR, tel qu'il est défini dans l'introduction, est créé en 1968.
Dans d'autres pays européens - comparables à la France en termes d'évolution du parc automobile et de l'infrastructure routière et autoroutière (Grande-Bretagne, Allemagne, Italie) - l'information routière est principalement gérée par les exploitants de réseaux ainsi que par les automobiles-clubs.
La prise en charge au niveau national de l'intégralité de l'information routière par les pouvoirs publics est une particularité française.

### La naissance de «Bison futé»
Le samedi 2 août 1975, jour de canicule, 600 km de bouchons cumulés sont enregistrés. La RN10 qui relie Paris et la frontière espagnole près de Bayonne est saturée sur un quart de sa longueur. Durant le week-end, ce sont ainsi 145 personnes qui meurent, notamment à cause des accidents et des effets de la canicule.
Dans les médias, cette situation est abondamment commentée et la pression sur les pouvoirs publics est grande.
Il est important pour eux d'éviter qu'un tel évènement se reproduise. Trois leviers sont identifiés :
- l'étalement dans le temps des déplacements ;
- le renforcement des itinéraires Bis ;
- la communication vers l'usager.

Concrètement, pour l'été 1976 : 600 000 cartes de France sont éditées qui décrivent les 3 500 kilomètres d'itinéraires bis et 18 aires d'accueil sont aménagées sur les axes les plus chargés à hauteur des difficultés prévisibles.
Les médias relaient les conseils. 64 quotidiens nationaux et régionaux publient les heures de départ à éviter en fonction des régions.
Pour le public, cette campagne se matérialise par l'apparition d'un personnage créé, sur l'idée de l'ingénieur béarnais Jean Poulit, par le publicitaire Daniel Robert : Bison futé.
Avec 30 % d'encombrements de moins que l'année précédente, l'opération est un succès. Elle est pérennisée.

### L’évolution de la communication
La radio est particulièrement bien adaptée à la diffusion en temps réel d'informations vers l'automobiliste mais la communication « Bison futé » se retrouve sur différents supports et sous différentes formes.

#### Les anciens médias
La carte Bison futé, initiée en 1976, est publiée tous les ans jusqu'en 2003. Sur la base d'une carte routière, elle précise : les zones de bouchons (par des points noirs), les itinéraires Bis (en vert), les points d'accueil (logo Bison futé) ainsi que des renseignements divers comme les stations de gonflage des pneumatiques, les endroits où sont organisés des jeux ou des activités sportives.
2003 voit la dernière édition de la carte. Le maillage autoroutier de la France s'est considérablement renforcé. L'itinéraire Paris-Lyon-Marseille par l'A6 et l'A7 a perdu de sa prépondérance (mises en service de l'A75, de l'A5 et de l'A39) et plusieurs alternatives s'offrent aux usagers qui désirent éviter le transit par la région parisienne (A26 et A28). De plus, les itinéraires Bis ont perdu leur caractère d'alternative touristique pour devenir des itinéraires de délestage des autoroutes lorsque des opérations spécifiques de régulation du trafic sont mises en place. Il s'agit des plans Palomar. Ces plans (dont le nom vient de l'axe PAris-LyOn-MARseille auquel ils s'appliquaient initialement) préétablis sont activés lorsque le trafic autoroutier atteint un seuil critique. Ils sont donc gérés en temps réel.
Deux autres médias ont été utilisés avant de tomber en désuétude.
De 1985 à 1991, le système Antiope (précurseur du télétexte) a permis la diffusion d'informations quotidiennes avant de devenir obsolète.
En 1986, le « 36 15 ROUTE » est mis en service sur le Minitel. Outre les prévisions et les conseils, s'y trouvent une rubrique spécifique pour les poids-lourds, des informations sur les pays limitrophes, des rubriques saisonnières et des rappels de règlementation.
Ultérieurement, ce dispositif devient caduc lorsque le Minitel est supplanté par Internet.

#### Les supports actuels

##### Information prévisionnelle
Depuis 1983, Bison futé publie un calendrier prévisionnel. À chaque jour correspond une couleur indiquant les conditions de circulation :
- en vert : la circulation est normale sauf en agglomération aux heures de pointe ;
- en orange : le trafic est dense et les conditions de circulation sont globalement ou localement difficiles ;
- en rouge : le trafic est très dense et les conditions de circulation sont très difficiles ;
- en noir : le trafic est extrêmement dense et les conditions de circulation sont exceptionnellement difficiles sur l’ensemble du réseau.

##### Information en temps réel
Vers le grand public, elle repose sur deux supports :
- Depuis 1996, l'Audiotex, un serveur vocal, donne la situation générale ainsi que des informations régionales
- En 1997, le site Internet de Bison futé est créé (www.bison-fute.gouv.fr). Sa forme actuelle a été mise en ligne en 2006.

Une nouvelle version développée par la société Capgemini (site de Bordeaux) est en ligne depuis le 21 novembre 2013 dans une version PC et mobile. Pour des systèmes informatiques, le site diffusion numérique de l'information routière est un système d'information sur la situation routière en temps réel.

## L'organisation

### La direction et la gestion
Les CIR sont dirigés de façon collégiale. À tous les niveaux (national et régional), les ministères chargés de la gestion du trafic et de la sécurité routière sont représentés.
Un Comité de direction siège une fois par an pour fixer les orientations statuer sur l'organisation des CIR. Il est composé du Directeur général de la Gendarmerie nationale, du Directeur général de la Police nationale et du Directeur de la sécurité et de la circulation routière.
Un Comité de gestion siège quatre fois par an. Il fixe les règles de gestion des CIR. Il est composé de deux représentants de chacune des directions citées ci-dessus.
Chaque centre est composé de trois divisions (Gendarmerie, Police, Transports). Les décisions sont prises à l'unanimité des trois chefs qui assument chacun à tour de rôle - par roulement hebdomadaire - la permanence de la direction du centre.

### Les zones de compétence
Le CNIR exerce une compétence sur le réseau d’intérêt national et plus particulièrement sur le réseau défini dans le cadre du Schéma directeur d’information routière (SDIR) mis en place en 2000 qui s’identifie au Réseau routier national défini par le décret du 5 décembre 2005.
Les CRICR ont compétence sur tout le territoire couvrant une zone de défense et de sécurité. Ils développent également des échanges d’informations avec les pays et les provinces frontalières.
Un décret du 16 janvier 2002 relatif aux pouvoirs des préfets de zone place les CRICR sous l’autorité de ces préfets pour élaborer ou participer à l’élaboration des plans de gestion du trafic (PGT) et assurer, en temps de crise, la coordination des mesures d’information.

### La répartition des missions
Un protocole d’accord en date du 4 novembre 1998 définit les missions des centres.
Les CIR ont trois missions essentielles :
- l'information prévisionnelle et en temps réel des usagers de la route dans le but d'améliorer leur sécurité et leurs conditions de voyage,
- la préparation et la coordination des mesures d'exploitation routière et les plans de gestion du trafic,
- le renseignement et le conseil des autorités chargées de l’anticipation ou de la gestion des crises ayant une incidence sur la circulation et la sécurité routières.

Pour assurer ces missions, les centres d’Information routière recueillent, traitent, valident et diffusent l’information.
Le Centre national d’information routière (CNIR) anime, coordonne et contrôle l’activité des sept Centres régionaux d’information et de coordination routières (CRICR). Il veille aussi à la cohérence et à l’homogénéité de l’information diffusée. Enfin, il participe à la préparation des opérations nationales d’exploitation et de sécurité routières.

## L'information routière

### L'élaboration des prévisions
Les prévisions de trafic établies par les centres d’information routière permettent également de préparer des actions d’exploitation routière, d’arrêter les dispositions réglementaires et de mobilisation des personnels des services gestionnaires de voirie et des services de police de la circulation :
- calendrier des jours hors chantiers. Pour éviter que des travaux routiers de longue durée ne viennent perturber la circulation lors des grandes migrations, certaines journées sont classées « sans chantier ». Les responsables doivent alors - dans la mesure du possible - libérer les voies de circulation ;
- participation à l’élaboration des plans de gestion de trafic et coordination des mesures prises sous l’autorité du préfet de zone : plan Palomar, plan neige, plan intempéries. L’objectif est d’améliorer la fluidité du trafic et la sécurité des usagers en organisant une meilleure répartition des flux de circulation automobile (mise en place d’itinéraires de délestage, stationnement des poids lourds, etc.) ;
- restrictions complémentaires de circulation des poids lourds ;
- interdiction de transport de marchandises dangereuses ;
- interdiction du transport d’enfants par autocars les journées noires[8] ;
- planification des journées « primevères » : renforcement des forces de l’ordre sur les routes.

### Le recueil du renseignement en temps réel
Les données relatives aux évènements ayant une incidence sur la circulation sont collectées sur le terrain par les forces de l’ordre et les exploitants routiers.
Elles concernent les flux de circulation, les bouchons, les coupures d’axes, les déviations les manifestations, les accidents, les conditions météorologiques, les chantiers...
Ces renseignements sont recueillis soit directement (par les canaux internes de la Gendarmerie, la Police et Transports), soit auprès de partenaires (sociétés d’autoroutes, Conseils départementaux, acteurs du tourisme, Météo France, services de secours...), soit même auprès d'usagers.
Le nouveau système d'information Tipi, du ministère de l'écologie, regroupe progressivement l'ensemble de ces informations.

### La diffusion de l'information
Les informations recueillies sont transmises aux autorités, aux professionnels de la route, aux médias, aux opérateurs privés, aux usagers.
Outre le site internet et le serveur vocal précités, ces informations, validées et diffusées par les CRICR et le CNIR comprennent :
- Au moins trois bulletins d'information quotidiens comprenant une description de l'état du trafic, des accidents et des perturbations en cours ainsi qu'une partie sur les difficultés prévisibles à court terme ;
- une synthèse des évènements routiers à J+1 ;
- des communiqués événementiels actualisés en temps réel.

## Télévision
Le 20 mai 2009, l'émission Ils font bouger la France, présentée par Béatrice Schönberg, a été diffusée en direct depuis la salle d'exploitation du CNIR.

## Architecture

### Conception initiale
Le siège du CNIR, situé à Rosny-sous-Bois, a été construit en 1986 par les architectes Gilbert Delecourt et Ludwik Peretz.

### Abandon et réhabilitation
Après la dissolution du CNIR en 2016, le bâtiment a été laissé à l'abandon.
En 2020, le site est retenu par la ville et Batigère pour être réhabilité en logement social.
En 2022, le projet de réhabilitation de l'ancien siège du CNIR est confirmé comme faisant partie des 97 projets retenus du programme « Engagés pour la qualité du logement de demain » lancé par le ministère de la Culture et le ministère de l'Écologie. L'appel à manifestation d’intérêt est remporté par l'atelier d'architecture Canal Architecture,.
Le projet consiste en la construction d'une extension en béton du côté du fort de Rosny et en l'ajout d'étages supplémentaires en bois préfabriqué, faisant passer la superficie totale du bâtiment de 2 500 m2 à 2 700 m2. Le projet se marque le cadre du démantèlement du foyer de travailleurs migrants (FTM) de Rosny-sous-Bois, situé en face de l'ancien siège du CNIR, construit en 1978 et géré par Coallia. Les 310 chambres du FTM seront réparties à la fois dans une nouvelle résidence sociale située sur le même terrain que la FTM (170 logements) et l'ancien siège du CNIR (169 logements),. La résidence sera nommée « résidence Ludwik Peretz ».
Le chantier a démarré en 2024 et la livraison du bâtiment est prévue pour 2025.